# معجم الصحابة
معجم الصحابة هو كتاب من تأليف ابن قانع، ويُعتبر الكتاب من أهم الكتب التي صنفها المتقدمون في معرفة الصحابة، وهو كتاب نفيس طارت شهرته في الآفاق، وصاحبه أحد العلماء المعمرين الذين علت بهم الأسانيد.

## نبذه عن المؤلف
ابن قانع (265 هـ - 351 هـ / 880 - 962م)، عالم مُسلم، ومصنّف، ومُحدِّث، وقاضٍ، كان واسع الرحلة كثير الحديث. ولد سنة 265 هـ، ارتحل لطلب الحديث، وكان قاضيًا، وحافظًا للحديث، اختلط قبل موته بسنتين، توفي في شوال سنة 351 هـ.

## وصف الكتاب
يعتبر كتاب معجم الصحابة من الكتب المتقدمة في ذكر نُسب من ثبت صحبته للنبي محمد ﷺ ولكنه لم يذكر كل الصحابة وإنما اقتصر على الذين استدل على صحبته من وقف له على حديث وهذا ماتميز به الكتاب عن غيره. يذكر أن المؤلف وقع في الأوهام والأخطاء التي نبه عليها من جآء بعد، لكن ذلك لم يقلل من أهمية الكتاب وأصبح معتمداً ونهل منه وعزي إليه.
وأفرد ابن فتحون كتابًا لنقده وبيان ما فيه من أوهام في الحديث، سماه «إصلاح أوهام المعجم لابن قانع».

## منهج المؤلف
اقتصر المؤلف في معجمه على ذكر الرِّجال دون النساء وقد بلغ عدد أسماء المترجمين فيه 1226. يذكر المؤلف في ترجمة من ثبتت صحبته حديثاً يبرهن به على إثبات الصحبة لكنه لم يهتم بكون الأسانيد تصح أو غير ذلك، وهذه قضية أخرى لكون إثبات صحة ترجمة الصحابي وهو مضمون الكتاب الذي عني به المؤلف شيء، وأثبات صحة الحديث شيء آخر.

## وصلات خارجية
- رابط الكتاب على موقع المكتبة الوقفية